# Стратис Дукас
Стратис Дукас (на гръцки: Στρατής Δούκας) е гръцки журналист, изкуствовед, художник и писател на произведения в жанра драма, исторически роман, мемоари, биография и документалистика. Той се смята за един от най-важните представители на „Вятърната школа“ (автори свързани с изкореняването на гръцкото население от Мала Азия), както е определено в по-широкия контекст на Поколението от 30-те години.

## Биография и творчество
Стратис Дукас е роден на 6 май 1895 г. в Мошониси (сега Кунда, Турция), Мала Азия, в семейството на Константис Дукас и Емилия Хациапостили. Има по-голям брат Алексос и сестра Елини. Завършва основно училище в родния си град, а гимназия в Айвалък.
През 1912 г. се записва в Юридическия факултет на Атинския университет и живее с Фотис Контоглу, с когото са приятели от гимназията. След избухването на Първата световна война спира следването си и посещава Лесбос и Атон. През 1913 г. прави изследвания на фолклора в Митилини заедно с Антонис Протопацис. Три години по-късно се записва доброволец в Националната отбрана. Воюва в Македония и Мала Азия, където е ранен. Награден е със сребърен кръст „За храброст“. След Смирнеската катастрофа e демобилизиран през 1923 г.
След демобилизацията си се насочва към разпространение на малоазийското народно изкуство и занаяти (керамика от Кютахия и ориенталски гоблен) в Гърция, като в същото време организира живописни изложби с творби на художниците Фотис Контоглу и Спирос Папалукас. С тях е съосновател на Асоциацията на музикалните изкуства в Митилини и Асоциацията на декоративното изкуство в Атина. Сътрудник е на списанията „Filiki Etaireia“ и „Frangelio“ и художествен ръководител на Керамичното дружество на Кютахия. Сътрудничи и на вестниците „Македония“ и „Ефимерис“ в Солун.
Пътуванията му като журналист му осигуряват материал за първата му книга – „Историята на един пленник“, издадена през 1929 г., документален разказ, който веднага му донася признание като един от най-значимите писатели от своето поколение.
От 1929 г. започва да си сътрудничи с атинските вестници „Proia“, „Politia“ и „Neos Kosmos“ като журналист и в същото време публикува разкази в списание „Kyklos“.
През 1931 г. започва работа със скулптора Джанули Халепа и се запознава с писателя и художник Никос Габриел Пенцикис. През 1934 г. участва в основаването на Обществото на гръцките писатели. В периода 1935 – 1937 г. участва в създаването създаването и разпространението на списанието за изкуство „Το Τρίτο Μάτι“ (Третото око). В периода 1937 – 1939 г. работи като секретар на Комитета по туризъм в Солун, а в периода 1939 – 1940 г. работи списанието „Neolaia“.
С избухването на гръцко-италианската война от 1940 – 1941 г. той отново се присъединява към гръцката армия като офицер.
През 1942 г. се завръща в Атина и се жени за Димитра Магана, която също се занимава с литература.
По време на Втората световна война и окупацията на Гърция се присъединява към редиците на гръцката съпротива. През същия период става член на комунистическата партия. За дейността си е задържан и репресиран от нацистите. След освобождаването си служи в клиниките на Международния червен кръст
След войната в периода 1949 – 1953 г. е съветник към Обществото на гръцките писатели, а в периода 1953 – 1960 г. е негов генерален секретар.
През 1962 г. заминава за операция на простатата в Москва. След това си сътрудничи със списание „Diagonios“ от Солун и завършва литературните си творби „Οδοιπόρος“ и „Ενώτια“. Изгонен е от диктаторския режим на Пападопулос и прекарва последните години от живота си в старчески домове.
Година преди смъртта си е обявен за почетен президент на Дружеството на гръцките писатели, почетен член на ПЕН клуба и почетен гражданин на Зографу.
Стратис Дукас умира на 26 ноември 1983 г. в Атина.
Брат му имигрира в Австралия през 1927 г., където става важна фигура в гръцката литература и работническото движение. Убит е след демонстрация за мир.
Сестра му Елени Дукас-Андроникос и семейството ѝ се установяват в Австралия от 1938 година.
Архивът на писателя се съхранява в Елинския литературно-исторически архив.

## Произведения
- Ιστορία ενός αιχμαλώτου (1929)
Историята на един пленник, изд.: „Народна култура“, София (19676), прев. Георги Куфов
- Εις εαυτόν (1930)
- Το εικονογραφικό έπος της Ανατολικής Εκκλησίας (1948)
- Γιαννούλης Χαλεπάς, νέα βιογραφικά (1952)
- Γιαννούλης Χαλεπάς, κατάλογος των έργων του (1962)
- Γράμματα και συνομιλίες (1965)
- Ο ζωγράφος Σπύρος Παπαλουκάς (1966)
- Ο βίος ενός αγίου, Γιαννούλης Χαλεπάς (1967)
- Οδοιπόρος (1968)
- Υποθέσεις και λύσεις (1970)
- Δεσμός (1970)
- Ο μικρός αδελφός (1972)
- Μαρτυρίες και κρίσεις (1972)
- Ενώτια (1974)
- Ενθυμήματα από δέκα φίλους μου (1976)
- Γιαννούλης Χαλεπάς (1978)
- Οι δώδεκα μήνες (1982)
- Θερμοκήπιο (1982)